# Asserzione (linguistica)
L'asserzione è un atto linguistico che presenta il contenuto di un enunciato come vero.

## Semiologia
Già gli stoici distinguevano tra il contenuto di pensiero espresso da un enunciato, che può essere oggetto di asserzione, ma anche di desiderio, dubbio, interrogazione, e il giudizio sulla verità di quel contenuto. Gottlob Frege ha poi distinto il giudizio sulla verità di un contenuto espresso e l'atto che comunica all'interlocutore questo giudizio (atto che è appunto l'asserzione). Per questo, Frege introdusse un segno specifico che distinguesse p (il contenuto proposizionale) e '⊢p' ('asserzione di p'). Per Wittgenstein [1922], l'asserzione ha un valore psicologico, ma non linguistico.
La teoria degli atti linguistici in genere ammette la distinzione tra enunciare e asserire (in "Se p, allora q", l'enunciato p non è asserito). Nelle forme iniziali della teoria di Austin, le asserzioni non venivano peraltro distinte dagli enunciati constativi, ma in Austin [1962], alle asserzioni vengono attribuite particolari condizioni di felicità (tra queste, le presupposizioni di esistenza degli oggetti del discorso).
Nella teoria di Searle [1969], l'asserzione è intesa come atto illocutorio.